# Leuconitocris lucasii
Leuconitocris lucasii é uma espécie de escaravelho da família Cerambycidae.  Foi descrito por James Thomson em 1858.  É conhecida a sua existência no Gabão.